# Salento (streek)

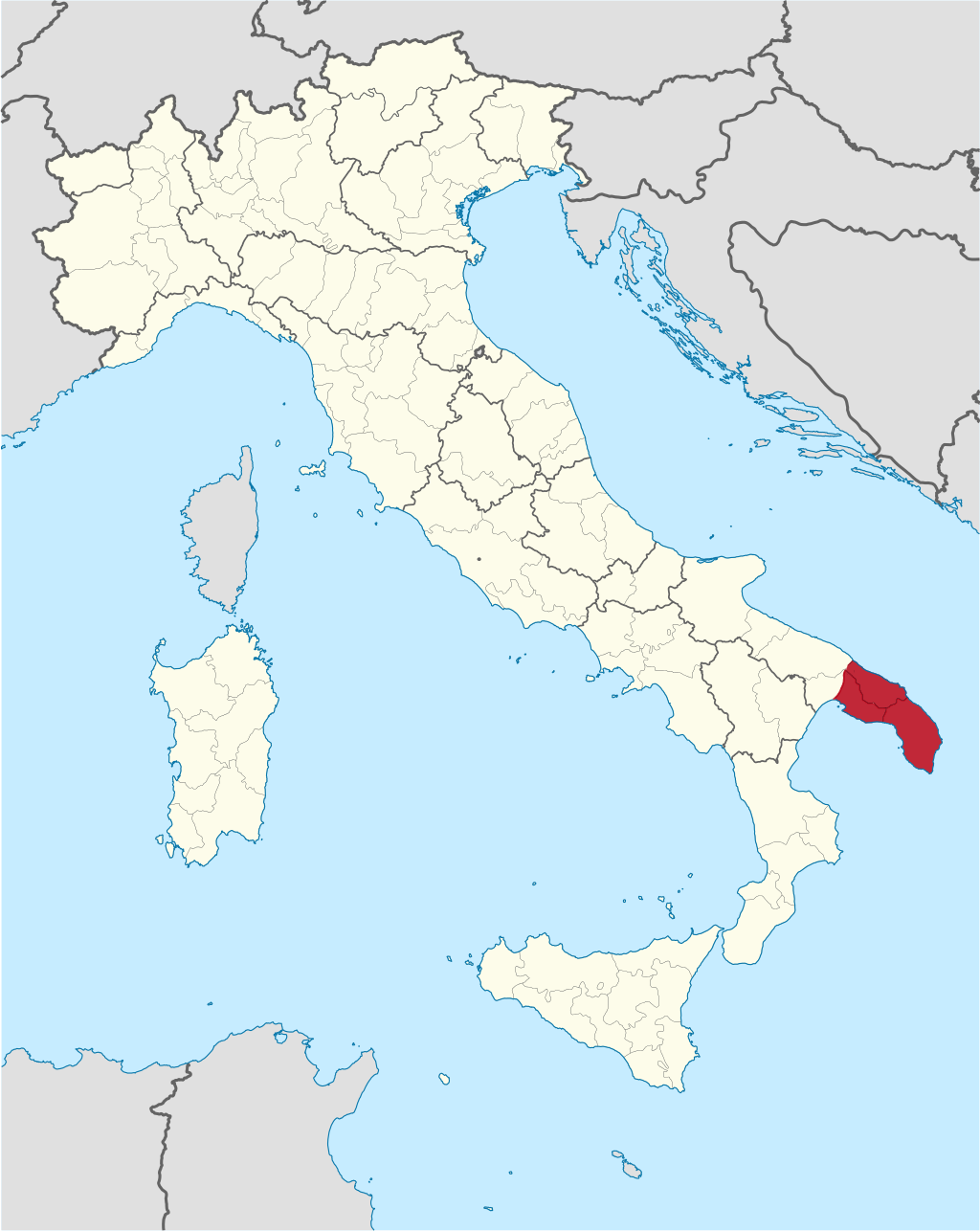
Ligging van de Salento

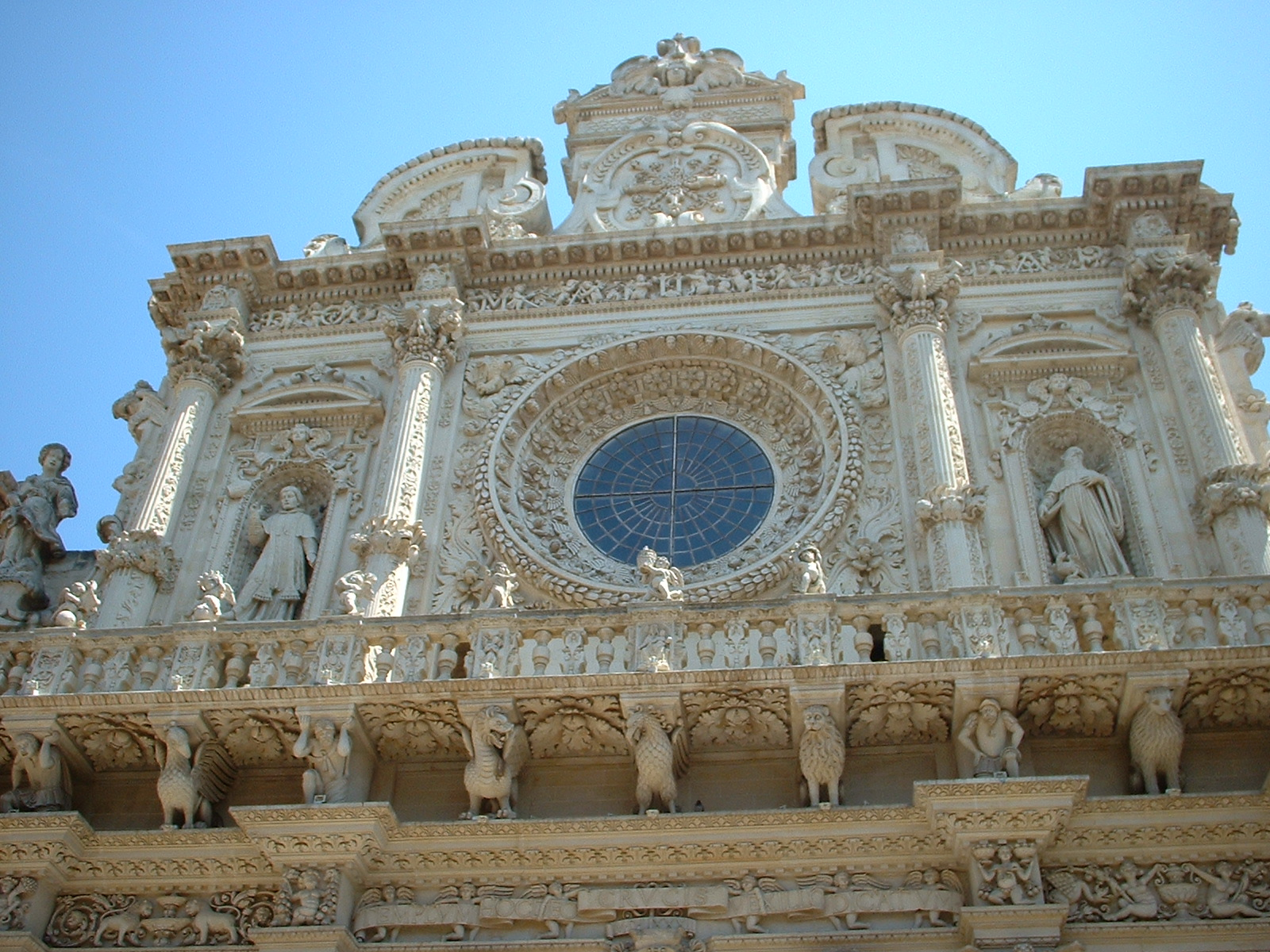
Basilica di Santa Croce, Lecce

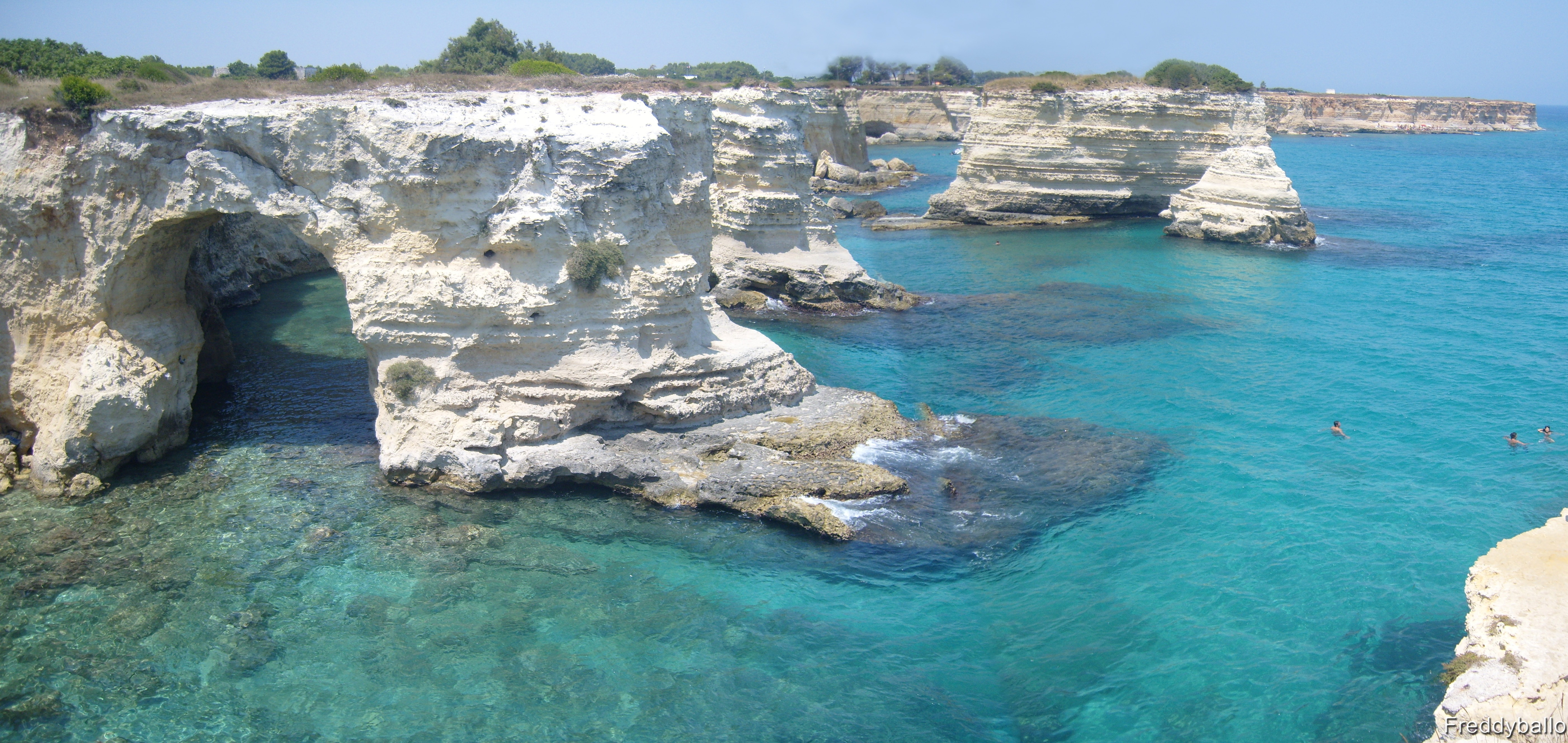
Torre Sant'Andrea (LE)

De Salento is een streek in Zuid-Italië (regio Apulië). Het Salentijns schiereiland vormt de hak van de Italiaanse laars. De streek wordt gevormd door gehele provincie Lecce en delen van de provincies Tarente en Brindisi. Tot de Salento behoort ook de Kaap van Otranto, het oostelijkste puntje van Italië. Een groot deel van de inwoners van de streek streeft naar een onafhankelijke regio Salento, afscheiding van de regio Apulië.
De streek is wereldwijd bekend vanwege haar goede wijnen zoals de Negroamaro, Primitivo en Salice Salento.
In het hart van de Salento liggen negen dorpen waar nog Grieks gesproken wordt. De twee grootste plaatsen zijn Martano en Calimera. Bij elkaar heeft het gebied zo'n 40.000 inwoners.

## Belangrijkste plaatsen
- Lecce
- Brindisi
- Gallipoli
- Otranto
- Nardò
- Manduria
- Santa Cesarea Terme
- Castro